# Rasterbillede
Et rasterbillede er et hvilket som helst billede, der foreligger i form af farvede prikker eller felter arrangeret i et antal rækker og kolonner med ensartet indbyrdes afstand. Teknikken går ud på, at man på en vis afstand ikke lægger mærke til, at billedet er opbygget af punkter eller felter. Jo grovere rasteret er, des mindre naturtro virker det, eller jo længere væk skal man, før billedet flyder sammen til et naturtro hele. Jo finere rasteret er, des mere naturtro virker det, og jo tættere skal man på, for at konstatere prikstrukturen. Når teknikken ikke helt lykkes, siger man, at billedet er "hakket" eller "pixeleret". Denne generende fejl kan især forekomme i forbindelse med skarpt optrukne konturer, der helst skal virke både skarpe og jævne på én gang.

## Anvendelse til trykt materiale
Rasterbilleder er fra gammel tid kendt fra trykketeknikken og har i bogtryk og avistryk været en almindelig metode til mangfoldiggørelse af fotografisk materiale, enten i sort-hvid (større eller mindre sorte prikker på papirets hvide baggrund), eller i form af (typisk) firfarvetryk. I firfarvetryk trykkes 4 forskellige rasterbilledklichéer oven i hinanden, sværtet med henholdsvis grundfarverne cyan, magenta, gul, henholdsvis sort (CMYK), mens papirets hvide farve udfylder resten. Visse professionelle billedbehandlingsprogrammer er i stand til at opløse en givet billedoriginal i 4 separate lag svarende hertil, som kan bruges direkte ved klichéfremstillingen. I sidste instans er resultatet afhængigt af, hvilken papirtype man trykker på, og hvilke trykfarver man kommer på trykvalserne. I gamle dage (dvs. før computer-æraen) var det at fremstille gode farverasterbilleder en meget besværlig, fagligt krævende og dyr teknik, og kvaliteten var ofte ringe. I dag klarer fuldautomatisk maskineri rutinemæssigt det hele i en håndevending med fremragende resultat, og det er i modsætning til før blevet almindeligt med farverasterbilleder selv i aviserne. 

## Anvendelse ved udskrivning på en printer
Moderne printernes indbyggede software gør, at man ikke behøver at spekulere nærmere over den farveblanding, der sker på papiret, uanset hvilket billedformat, der skrives ud fra. I dette tilfælde genereres der ikke prikker med en præcis afgrænsning, men nærmere sprayagtige pletter sprøjtet på af printerens farvedyser, der bevæger sig hastigt sideværts fra side tilside, mens papiret i små ryk langsomt skydes fremad, bane for bane. På dyrt glittet papir og med brug af mange forskellige farvepatroner kan man opnå så gode resultater, at disse kommer fuldt på højde med de, der før kunne opnås via gammeldags mørkekammerarbejde med brug af farvenegativer på celluloid.

## Anvendelse i forbindelse med digitalt billedmateriale
Alle digitale billeder og billedfiler er ligesom computerskærmen organiseret som rasterbilleder, også kaldet pixelgrafik. De er så at sige "født" som rasterbilleder, hvilket er nemt at se, hvis man med sit billedbehandlingsprogram zoomer kraftigt ind på en detalje. Har man ikke en original, der stammer fra et digitalkamera, kan man benytte en scanner til at omsætte den "analoge" original til et "digitaliseret" rasterbillede.